# (73955) Asaka
Pour les articles homonymes, voir Asaka (homonymie).
(73955) Asaka est un astéroïde de la ceinture principale.

## Description
(73955) Asaka est un astéroïde de la ceinture principale. Il fut découvert le 22 octobre 1997 à Saji par l'observatoire de Saji. Il présente une orbite caractérisée par un demi-grand axe de 3,14 UA, une excentricité de 0,16 et une inclinaison de 12,5° par rapport à l'écliptique.

## Compléments